# Cyclocoelum oculeum
Cyclocoelum oculeum är en plattmaskart. Cyclocoelum oculeum ingår i släktet Cyclocoelum och familjen Cyclocoelidae. Inga underarter finns listade i Catalogue of Life.